# Deuxième maison de Montmorency-Laval

Armoiries des Montmorency

La deuxième maison de Montmorency-Laval est la branche cadette des Montmorency-Laval, fondée par André de Laval (sire de Châtillon-en-Vendelais, fils puîné de Guy VIII), et ses fils et petit-fils Guy Ier et Thibault sires de Loué. 

## Histoire
La branche aînée, ou Première maison de Montmorency-Laval, est en fait la deuxième maison de Laval puisqu'elle régna sur cette puissante baronnie de l'ouest à partir du mariage du connétable Mathieu II de Montmorency avec Emma, l'héritière de Laval. En fait Mathieu II de Montmorency, s'il a bien épousé en 1218 Emma de Laval en secondes noces (c'était aussi un deuxième mariage pour Emma), ne fut que son mari et le père de ses enfants (notamment Guy VII père de Guy VIII). Il n'eut personnellement aucun pouvoir sur les terres des Laval, Emma l'exerçant sans partage. De plus, le contrat précisait bien que les enfants et descendants du couple porteraient seulement le nom de Laval, comme leur mère. En revanche, leurs armoiries ont combiné celles des Laval et des Montmorency.
Cette deuxième maison de Laval, branche cadette des Montmorency, remonte donc au deuxième mariage d'Emma et de Mathieu II, dit le Grand Connétable, qui mourut en 1230 après avoir défendu le fils mineur de Blanche de Castille (Louis IX) contre les attaques des principaux vassaux de la Couronne, notamment dans l'ouest du royaume. Mathieu II avait épousé en deuxièmes noces l'héritière de Laval, Emma, dont il joignit le nom à celui de Montmorency.
Les barons de Laval de cette famille (la branche aînée, première maison des Montmorency-Laval ou deuxième maison de Laval) descendent du frère aîné d'André de Laval, Guy IX. Jeanne de Laval-Montfort, qui était de cette branche fondue dans les Montfort, épousa en 1424 Louis de Bourbon-Vendôme, bisaïeul d'Henri IV, ce qui fait descendre du Grand connétable presque tous les souverains de l'Europe. Gilles de Rais en venait aussi, issu de Guy IX et de son fils cadet Foulques de Challouyau.
La branche cadette qui nous intéresse ici existe surtout depuis Thibault Ier de Laval-Loué, chevalier, conseiller-chambellan de Charles VI aux alentours de 1400. Certes son oncle Jean, frère aîné de Guy Ier, avait fondé un rameau aîné, celui des seigneurs de Châtillon-en-Vendelais et de Tinténiac, mais il s'est fondu dans la branche aînée des barons de Laval dès le mariage de sa fille Jeanne avec un cousin de la branche aînée, Guy XII, en 1384.

## Première génération
```
 
Thibault 
I
er
 de Laval-Loué

X  Jeanne, fille de Payen III 
de Maillé
-
Brézé

│
├─>Thibault II de Laval-Loué
│  X  Anne de Maimbier, dame de 
Bois-Dauphin
, fille de Jean de Maimbier et de Françoise de Villeprouvée
│  │
│  ├─> René 
I
er
 de Laval-Bois-Dauphin (voir : 
Maison de Laval-Bois-Dauphin
)
│  │
│  ├─> Gabrielle de Laval, mariée à Jean de l'Age
│  │
│  ├─> Yolande de Laval, mariée à Macé III de 
Souvré
, seigneur de Gevraise
│  │
│  ├─> Françoise de Laval, mariée en premières noces à Bertrand Haussart, seigneur de Bourg, et en deuxièmes noces à Guyon, seigneur de Fourmentières
│  │
│  ├─> Louise de Laval, mariée à Guy de Brée, seigneur de Montchevrier et de Fouilloux
│
├─>
Guy II de Laval-Loué

│  X  Charlotte, fille de Jean Ier de 
Sainte-Maure
-
Montgauger
, (comte de 
Benaon
), sire de 
Nesle
 (et de 
La Faigne
 par sa femme  Jeanne des Roches)
│  │
│  ├─> 
René de Laval-La Faigne

│  │  X Antoinette de Havard
│  │  │
│  │  ├─> 
René II de Laval-La Faigne

│  │  │  X Marie de 
Boussu
, dame d'Auvill(i)ers et 
Tartigny

│  │  │  │
│  │  │  ├─> 
Louis de Laval-La Faigne

│  │  │  │  X Aliénor de Castillo
│  │  │  │  │
│  │  │  │  ├─> Louise de Laval-
La Faigne

│  │  │  │
│  │  │  ├─> 
Jacques de Laval-Auvilliers

│  │  │  │  │
│  │  │  │  ├─> René de Laval-Auvilliers
│  │  │  │
│  │  │  ├─> 
Hugues de Laval-Tartigny

│  │  │  │  X Marie de Mézières
│  │  │  │  │
│  │  │  │  ├─> 
Jean de Laval-Tartigny

│  │  │  │  │   X Claude de Prunele
│  │  │  │  │   │
│  │  │  │  │   ├─> 
Gabriel 
I
er
 de Laval-Tartigny
 
│  │  │  │  │   │   Voir : 
Maison de Laval-Tartigny

│  │  │  │  │   │
│  │  │  │  │   ├─> 
Hugues de Laval-Montigny
 
│  │  │  │  │   │   Voir : 
Maison de Laval-Montigny
 
│  │
│  ├─> 
Pierre de Laval-Montmorency

│  │  X Philippe 
de Beaumont-Bressuire
, dame de 
Bressuire
 et de 
Lezay
, fille de 
Jacques
 
│  │  │
│  │  ├─> 
Gilles 
I
er
 de Laval-Montmorency

│  │  │  X Françoise, dame de 
Maillé
 et 
vicomtesse de Brosse
, fille de François 
de Maillé
 de 
Rochecorbon
 
│  │  │  │
│  │  │  │
│  │  │  ├─> 
Gilles II de Laval-Montmorency

│  │  │  │  X Louise de 
Sainte-Maure
, 
comtesse de Joigny
 et de 
Nesle
 (son quadrisaïeul est Jean Ier de Ste-Maure ci-dessus)
│  │  │  │  │
│  │  │  │  ├─> 
Jean de Laval-Montmorency

│  │  │  │  │   X Renée, fille de Louis V 
de Rohan
-
Guéméné

│  │  │  │  │   │
│  │  │  │  │   ├─> 
Guy III de Laval-Montmorency
 
│  │  │  │  │   │   X Marguerite Hurault de Cheverny, fille du chancelier 
Philippe

│  │  │  │  │   │   
│  │  │  │  │   X Françoise de Birague
│  │  │     ├─> Gabrielle de Laval (vers 1540-1593), comtesse de Joigny et marquise de Nesle : suite des marquis de 
Nesle

│  │  ├─> Voir : 
Maison de Laval-Lezay
```

Des quatre branches principales des Montmorency existant encore au XVIIIe siècle (Montmorency-Fosseux-Beaufort, Montmorency-Bouteville-Luxembourg-Piney-Beaufort, Montmorency-Luxembourg-Beaumont : issues du premier mariage du Grand connétable Mathieu II, et Montmorency-Laval : issue de son second mariage avec Emma de Laval), aucune ne survécut longtemps à la Révolution, et, faute de descendants mâles, la maison de Montmorency s'éteignit en 1878 en la personne du prince Anne-Édouard-Louis-Joseph de Montmorency-Luxembourg, duc de Beaumont, pair de France, prince de Tingry.